# GDP-manozna 4,6-dehidrataza
GDP-manozna 4,6-dehidrataza (EC 4.2.1.47, guanozin 5'-difosfat-D-manoza oksidoreduktaza, guanozin difosfomanoza oksidoreduktaza, guanozin difosfomanoza 4,6-dehidrataza, GDP--manoza dehidrataza, GDP--manoza 4,6-dehidrataza, Gmd, GDP-manoza 4,6-hidrolijaza) je enzim sa sistematskim imenom GDP-manoza 4,6-hidrolijaza (formira GDP-4-dehidro-6-dezoksi-D-manoza). Ovaj enzim katalizuje sledeću hemijsku reakciju
GDP-manoza {\displaystyle \rightleftharpoons } GDP-4-dehidro-6-dezoksi-D-manoza + H2O
Bakterijski enzim funkcioniše u prisustvu NAD+.

## Literatura
- Nicholas C. Price; Lewis Stevens (1999). Fundamentals of Enzymology: The Cell and Molecular Biology of Catalytic Proteins (Third изд.). USA: Oxford University Press. ISBN 019850229X.
- Eric J. Toone (2006). Advances in Enzymology and Related Areas of Molecular Biology, Protein Evolution (Volume 75 изд.). Wiley-Interscience. ISBN 0471205036.
- Branden C; Tooze J. Introduction to Protein Structure. New York, NY: Garland Publishing. ISBN 0-8153-2305-0.
- Irwin H. Segel. Enzyme Kinetics: Behavior and Analysis of Rapid Equilibrium and Steady-State Enzyme Systems (Book 44 изд.). Wiley Classics Library. ISBN 0471303097.

## Spoljašnje veze
- GDP-mannose+4,6-dehydratase на 